# 寻找哲人石的炼金术士发现了磷
寻找哲人石的炼金术士发现了磷，（英語：The Alchemist Discovering Phosphorus），是英国画家约瑟夫·怀特的一幅画作。作品完成于1771年，于1795年重画。本画的全标题是：“寻找哲人石的鍊金術士发现了磷，他在祈祷自己的操作可以成功，就像古代化学占星术士的笔记一样。”

## 历史
约瑟夫·怀特完成画作的同年将其进行展出。画家当时的名气已经很大，但这幅画作的神秘风格让18世纪的参观者难以接受，以致在展览时没有卖掉。1773－1775年，怀特带着这幅作品到意大利旅游，后来在1795年又重画了该作。但直到作家去世后四年，生前物品在佳士得拍卖，这幅作品才卖出去，如今这幅画藏于德比博物馆和艺术画廊。

## 内容
这幅画描绘了一位炼金术士正努力制取可以将其他金属转化成黄金的哲人石，但出乎他的意料，发现了磷。画中的炼金术士暗指于1669年发现磷的汉堡炼金术士亨尼格·布蘭德在怀特的时代，布兰特发现磷的故事被写进了各种化学书，广为流传。但怀特并没有描绘真实的十七世纪炼金术士的房间和哲人石的制取过程，而是想象了中世纪的哥特式风格，让人觉得这位炼金术士是身处一座教堂之中。
有的研究者认为怀特给此画赋予了神学寓意。认为画中的炼金术士跪在一座发光的装置前，伸展双臂，这和埃尔·格雷科的《圣方济各得到烙印》和《祈祷中的圣哲罗姆》一画中圣方济各和圣哲罗姆的手势相似。本尼迪克特·尼科尔森将这一姿势比作基督徒接受团契时的姿势。他相信这幅画的设计也许受到了画作的启发，在韦杰克的画中，同样有一名炼金术士在面对装置思考，也有一位助手处于光照的明处。并且在怀特在世的时候，尼科尔森这幅画正好在伦敦展出。然而也有人提出，怀特的朋友彼得·佩雷斯·伯尔戴特对这幅画的构图有很大影响。怀特1771年2月4日所画的草稿表明他要画得穹顶地下室和将玻璃器皿作为画作的焦点，正是伯尔戴特建议他画中人物应在的位置，同时伯尔戴特还将自己的朋友马修·特纳医生介绍给怀特，所以怀特应该充分理解画中所描绘的科学反应。